# Selz
Le Selz est un affluent du Rhin, situé dans le land de Rhénanie-Palatinat en Allemagne. Sa longueur est d'environ 63 km. La surface de son bassin versant est de 389 km2.

## Cours
Le Selz est constitué près de la ville de Orbis (Palatinat rhénan). Il coule ensuite vers le nord-est. Près de la port de Frei-Weinheim il atteint le quartier de Frei-Weinheim de la ville de Ingelheim.  

## Module
Le Selz a un module moyen (QMA) de 0,77 m3/s.

## Littérature
Sur la rive gauche du Rhin, à quelques lieues de la ville impériale de Worms, vers l'endroit où prend sa source la petite rivière de Selz, commencent les premiers chaînons de plusieurs montagnes dont les croupes hérissées paraissent s'enfuir vers le nord, comme un troupeau de buffles effrayés qui disparaîtrait dans la brume. […]
[…] Seule au milieu de ce silence, la petite rivière dont nous avons déjà parlé, le Selzbach, comme on l'appelle dans le pays, poursuit son cours mystérieux sous les sapins de la rive ; et quoique ni jour ni nuit ne l'arrêtent, car il faut qu'elle se jette dans le Rhin qui est son éternité à elle, quoique rien ne l'arrête, disons-nous, le sable de son lit est si frais, ses roseaux sont si flexibles, ses roches si bien ouatées de mousses et de saxifrages, que pas un de ses flots ne bruit de Morsheim, où elle commence, jusqu'à Freiwenheim, où elle finit. […] Alexandre Dumas